# Планинарски дом Козарица
Планинарски дом Козарица на падини Фрушке горе, у Чортановцима, у непосредној близини Дунава и пруге Нови Сад - Београд. Власништво је планинарског друштва Железничар из Инђије.
Налази се Чортановачкој шуми, у близини викенд насеља са неколико угоститељских објеката. Од корисног простора, дом има подрум, зидано високо приземље и спрат од дрвета. Има велику трпезарију и кухињу са пет соба укупног капацитета 20 кревета. Водом се снабдева са непрешусног извора удаљеног десетак минута хода. Собе се не греју, а у трпезарији је пећ на чврсто гориво. Око дома су две простране ливаде.
Током недеље дом је затворен, а дежурства се организују по потреби.